# Bernard Lovell
Sir Alfred Charles Bernard Lovell (ur. 31 sierpnia 1913 w Oldland Common, zm. 6 sierpnia 2012 w Swettenham) – angielski fizyk i radioastronom. Był pierwszym dyrektorem Obserwatorium Jodrell Bank (w latach 1945–1980).

## Życiorys
Urodził się 31 sierpnia 1913 w Oldland Common, niedaleko Bristolu. Jego zainteresowania we wczesnych latach koncentrowały się wokół krykieta i muzyki, głównie gry na pianinie.
Studiował fizykę na Uniwersytecie w Bristolu, uzyskując doktorat w 1936 roku. W tym czasie pobierał także lekcje muzyki u Raymonda Jonesa, nauczyciela w Bath Technical School, a późniejszego organisty w Bath Abbey. Gra na organach kościelnych była jedną z głównych pasji jego życia, ustępując tylko sprawom naukowym.
Do wybuchu II wojny światowej pracował w Zespole Badawczym promieniowania kosmicznego University of Manchester. Podczas wojny pracował dla Telecommunications Research Establishment (TRE), opracowując systemy radarów przeznaczone do montażu w samolotach, wśród nich radar H2S, za który otrzymał Order Imperium Brytyjskiego w 1946 roku.
Po wojnie próbował kontynuować badania promieniowania kosmicznego za pomocą radaru wojskowego, ale bardzo przeszkadzały w tym zakłócenia pochodzące od tramwajów elektrycznych na Oxford Road w Manchesterze. Dlatego przeniósł swój sprzęt w bardziej odległe miejsce, które było wolne od takich zakłóceń elektrycznych. W ten sposób wybrał lokalizację dzisiejszego Obserwatorium Jodrell Bank, niedaleko Goostrey w Cheshire. Wcześniej była tu placówka Wydziału Botaniki University of Manchester. W trakcie eksperymentów udało mu się wykazać, że istnieje możliwość obserwacji echa radarowego od dziennych meteorów, które wpadając w ziemską atmosferę jonizują otaczające powietrze. Odkrył też, że cząstki o wysokiej energii pochodzące z obiektów kosmicznych, takich jak np. Słońce, występują powszechnie we wszystkich galaktykach we wszechświecie. Dzięki funduszom z University of Manchester skonstruował wówczas największy na świecie sterowany radioteleskop, który teraz nosi jego imię – Radioteleskop Lovella i pozostaje nadal jednym z ważniejszych radioteleskopów na świecie.
W 1958 roku Lovell został poproszony przez BBC, aby przygotował dla programu Reith Lectures cykl sześciu audycji radiowych pt. Jednostka i Wszechświat, w którym opisywał historię badań Układu Słonecznego i powstania wszechświata.
W 1961 roku otrzymał tytuł szlachecki za jego istotny wkład w rozwój radioastronomii. Jego imieniem została nazwana szkoła średnia w Oldland Common koło Bristolu, którą oficjalnie otwierał Sir Bernard Lovell. Budynek będący siedzibą firmy z branży przemysłu zbrojeniowego QinetiQ w miejscowości Malvern również został nazwany jego imieniem.
W 2009 roku Lovell stwierdził, że podczas zimnej wojny był celem zamachu w Deep-Space Communication Center (Eupatoria), gdzie Sowieci rzekomo próbowali go zabić śmiertelną dawką promieniowania. W tym czasie Lovell był szefem programu obserwacji przestrzeni kosmicznej za pomocą teleskopu w Jodrell Bank, który jest m.in. wykorzystywany jako część systemu wczesnego ostrzegania przeciwko sowieckim atakom nuklearnym. Lovell opisał szczegółowo okoliczności tego zdarzenia, jednak oficjalne informacje na ten temat miały nie być opublikowane wcześniej niż dopiero po jego śmierci.
Lovell był członkiem Królewskiej Szwedzkiej Akademii Nauk.
Imię fikcyjnego naukowca Bernarda Quatermassa, bohatera kilku seriali science-fiction Telewizji BBC z 1950 roku, zostało wybrane na cześć Lovella.

## Nagrody i odznaczenia
- 1946 – Oficer Orderu Imperium Brytyjskiego
- 1960 – Royal Medal
- 1961 – Odznaka Rycerza Kawalera (tytuł szlachecki)
- 1969 – Lorimer Medal of the Astronomical Society of Edinburgh
- 1980 – Benjamin Franklin Medal
- 1981 – Złoty Medal Królewskiego Towarzystwa Astronomicznego

## Prace

### Wydania w języku angielskim
- Radio astronomy. Chapman & Hall, 1952. Brak numerów stron w książce
- Meteor astronomy (International series of monographs on physics). Clarendon Press, 1954. Brak numerów stron w książce
- Lovell, Bernard (1958) The Individual and the Universe BBC Reith Lectures
- The Individual and the Universe. Oxford University Press, 1959. ISBN B0000CK81E (oryginał) ISBN 0-19-286001-1 (przedruk w miękkiej oprawie). Brak numerów stron w książce
- The exploration of outer space. Oxford University Press, 1962. ISBN 0-19-217618-8 (w twardej oprawie). Brak numerów stron w książce
- Exploration of Space by Radio. Chap. & H, 1962. ISBN 0-412-06020-5 (w twardej oprawie). Brak numerów stron w książce
- Discovering the universe. Benn, 1963. Brak numerów stron w książce
- Bernard Lovell, T. Margerison (redakcja): Explosion of Science: Physical Universe. Thames & Hudson Ltd, 1967. ISBN 0-500-01038-2 (w twardej oprawie). Brak numerów stron w książce
- Our Present Knowledge of the Universe. Manchester University Press, 1967. ISBN 0-7190-0314-8 (w twardej oprawie), ISBN 0-7190-0313-X (w miękkiej oprawie). Brak numerów stron w książce
- The explosion of science: The physical universe. Thames & Hudson, 1967. Brak numerów stron w książce
- Story of Jodrell Bank. Oxford University Press, 1968. ISBN 0-19-217619-6 (w twardej oprawie). Brak numerów stron w książce
- Lovell, Bernard (redaktor): Royal Institution Library of Science: Discourses, 1851-1939: Astronomy. Elsevier, 1970. ISBN 0-444-20102-5 (w twardej oprawie). Brak numerów stron w książce
- The Origins and International Economics of Space Exploration. John Wiley & Sons, 1973. ISBN 0-85224-256-5 (w twardej oprawie), ISBN 0-470-54851-7. Brak numerów stron w książce
- Out of the Zenith: Jodrell Bank, 1957-70. Oxford University Press, 1973. ISBN 0-19-217624-2 (w twardej oprawie). Brak numerów stron w książce
- Man’s Relation to the Universe. W.H.Freeman & Co Ltd, 1975. ISBN 0-7167-0356-4 (w twardej oprawie). Brak numerów stron w książce
- P.M.S.Blackett: A Biographical Memoir. The Royal Society, 1976. ISBN 0-85403-077-8 (w twardej oprawie). Brak numerów stron w książce
- In the Centre of Immensities. Hutchinson, 1979. ISBN 0-09-136780-8 (w twardej oprawie), ISBN 0-586-08362-6 (w miękkiej oprawie). Brak numerów stron w książce
- Emerging Cosmology: Convergence. Greenwood Press, 1980. ISBN 1-58348-113-3 (w miękkiej oprawie reprint), ISBN 0-03-001009-8 (w miękkiej oprawie), ISBN 0-275-91790-8 (w miękkiej oprawie), ISBN 0-448-15517-6 (w twardej oprawie), ISBN 0-231-05304-5 (w twardej oprawie). Brak numerów stron w książce
- The Jodrell Bank Telescopes. Oxford University Press, 1985. ISBN 0-19-858178-5 (w twardej oprawie). Brak numerów stron w książce
- Voice of the Universe: Building the Jodrell Bank Telescope. Greenwood Press, 1987. ISBN 0-275-92678-8 (w twardej oprawie), ISBN 0-275-92679-6 (w miękkiej oprawie). Brak numerów stron w książce
- Bernard Lovell, Francis Graham-Smith: Pathways to the Universe. Cambridge University Press, 1988. ISBN 0-521-32004-6 (w twardej oprawie). Brak numerów stron w książce
- Astronomer by Chance. Basic Books, 1990. ISBN 0-465-00512-8 (w twardej oprawie), ISBN 0-19-282949-1 (w miękkiej oprawie), ISBN 0-333-55195-8 (w twardej oprawie reprint). Brak numerów stron w książce
- Echoes of War: The Story of H2S Radar. Adam Hilger, 1991. ISBN 0-85274-317-3 (w twardej oprawie). Brak numerów stron w książce
- Bernard Lovell, Guy Hartcup: The Effect of Science on the Second World War. Palgrave Macmillan, 2000. ISBN 0-333-67061-2 (w twardej oprawie), ISBN 1-4039-0643-2 (w miękkiej oprawie). Brak numerów stron w książce

### Publikacje w języku polskim (wybór)
- Odkrywanie dalekiego wszechświata, tom 56 serii wydawniczej Omega, Warszawa 1965.